# CPRM
CPRM(Content Protection for Recordable Media)은 "Copy once (1번만 복사 가능) "프로그램을 녹화할 때 사용되는 복사 제어 방식이다. CPRM에 대응하는 각종 미디어 (DVD-R, DVD- RW, DVD-RAM, DVD-R DL) 및 장비 (DVD 플레이어와 DVD 레코더, DVD 드라이브 등)나 라이팅 소프트가 필요하다. SD 메모리 카드 와 SD-Audio 및 SD카드 대응 휴대 전화의 저작권 내용 저장 (SD 바인딩)에도 채용되고있다.
4C Entity (Intel, IBM , Toshiba, Panasonic 이 설립한 단체)에 의해 개발되었다. DVD-Video에서 채용되고있는 CSS의 암호화 키가 뚤린 것에 대한 반성으로부터 한층 더 시스템을 더 강화하고 만일 암호화 키가 뚤리더라도 대응할 수 있도록 한 것이다.
2004년 4월 5일에 BS/지상파 디지털 TV 방송에 한 번 복사할 수 있는 'Copy Once'라는 카피 제어 신호가 추가되고 디지털 방송 프로그램의 디지털 녹화를 하기 위해서는 CPRM 등 복사 제어에 대응하고있는 레코더와 녹화 매체가 필요했다. Copy Once의 디지털 방송을 CPRM 방식 디지털 녹화하면 CPRM 대응의 플레이어와 PC에서는 재생할 수 있지만 CPRM 지원하지 않는 플레이어나 PC에서는 재생할 수 없다. 그러나 DVD-RW , DVD-RAM 에 관해서는 플레이어가 지원하고, VR 모드로 녹화한 것이라면 DVD-R에서 재생할 수 있다.